# Данн, Дженнифер (музыкант)
Дже́ннифер Данн (англ. Jennifer Dunn, родилась 1 августа 1979 в Нью-Йорке) — американская певица и музыкант, бывшая барабанщица группы Mindless Self Indulgence и двоюродная сестра её вокалиста, Джимми Юрина.

## Краткая биография
С детства увлекалась игрой на барабанах, зачастую выступала у друга в доме. Вместе с тем мать друга скептически относилась к таким концертам и запретила однажды Дженнифер играть на барабанах, что расстроило девушку и заставило её подумать об отказе от музыкальной карьеры.
Окончила художественную школу «Скул оф Вижуал Артс». Во время учёбы встретила своего двоюродного брата Джимми Юрина, который искал барабанщика для своей группы. После разговора Дженнифер убедила кузена взять её в группу.
Она выступает на классических акустических барабанах (в треке 'Evening Wear' использовались стальные барабаны), при записях задействует семплы, часть которых используется и на концертах.

## Цитаты
О начинающих рок-группах:
Я думаю, всё работает против тебя, если ты не поступаешь так, как нью-йоркские группы: они сначала гастролируют по Европе, а затем сами себя экспортируют в США.
О популярности группы:
Мы просто гастролировали и гастролировали, и публика простила нам даже наше нью-йоркское происхождение.